# Проповедь по случаю казни
Проповедь по случаю казни (англ. Execution sermon) — разновидность проповедей, читаемая по случаю совершения смертной казни. Особое распространение получила в пуританской Новой Англии в XVII—XVIII веках. Данные проповеди адресовались как казнимому преступнику, так и широкой публике, собравшейся на месте казни. Будучи весьма объёмными, они нередко издавались отдельными изданиями. Публичные повешения вызывали интерес у жителей Новой Англии и представляли для проповедников привлекательную возможность обратиться к населению по важным вопросам. Хотя обращения к осуждённым преступникам существовали и в Англии, как отдельный литературный жанр они оформились в североамериканских колониях. В отличие от Англии, где такие проповеди читали никому не известные тюремные священники, в Америке их авторами были влиятельные священники — Инкриз и Коттон Мэзеры, Бенджамин Колман и Чарльз Чонси. Первой опубликованной проповедью по случаю казни считается «The Cry of Sodom Enquired Into» Сэмюэла Данфорта, изданная в Кембридже в 1674 году. Последней — «A Discourse Delivered at Worcester» Джонатана Гоинга (Jonathan Going), опубликованная в 1825 году. На протяжении периода существования жанра, его темами оставались злоключения жизни приступника, приведшие его к печальному концу, увещевания для прочих от повторения его ошибок, указание на необходимость спасения души, чтобы не попасть на виселицу. С точки зрения структуры и стиля проповеди по случаю казни представляли собой иеремиаду. В отличие от небольших британских, американские проповеди достигали в печатном варианте 50 страниц и могли включать в виде предисловия к читателю краткое описание преступления, а также приложения — последняя беседа духовника с осуждённым, покаянные письма-обращения к родственникам и членам общины. От периода до 1750 года сохранилось 29 проповедей, между 1751 и 1798 годами известно 33 проповеди. Существует также тенденция рассматривать проповеди о преступлениях как «риторические перформансы», предшественники криминальной литературы XIX и XX веков.
Проповеди по случаю казни читались либо в день казни, либо в предшествующее воскресенье. Традиция обращения священника к осуждённому преступнику возникла в Англии в начале XVII века. Не известно, когда точно она получила распространение в колониях, но первая казнь в Плимуте состоялась в 1630 году. В дневнике юного Сэмюэля Сьюэлла упоминается о его привычке посещать подобные мероприятия в 1670-х годах. Некоторые казни, как, например, проткнувшего человека железным прутом Джеймса Моргана 11 марта 1686 года, вызывали широкий общественный резонанс, и на неё откликались несколько проповедников — в данном случае, отец и сын Мэзеры, а также бостонский священник Джошуа Муди (Joshua Moody). Оказавшийся тогда в Бостоне лондонский книготорговец Джон Дантон оставил воспоминания о событии. Согласно ему, более 5000 человек пришли послушать проповедь Инкриза Мэзера «A Sermon Occasioned by the Execution of a Man found Guilty of Murder». В целом, проповеди по случаю казни были похожи на прочие протестантские проповеди. Историк Перри Миллер отмечает, что структура иеремиады отвечает пуританской теории «внешнего» завета, рассматривающего человечество с точки зрения количественной совокупности грехов. В этой парадигме нарушения гражданских или церковных законов сводились к нарушению базового договора между человеком и Богом. В одной из первых известных проповедей, «The Wicked Man’s Portion» Инкриза Мэзера (1674), автор связывает частный случай — два работника убили своего хозяина, с нарушением общественного (люди должны подчиняться начальству) и божественного (необходимо подчиняться заповедям) заветов. Проповеди Мэзера и Данфорта стали образцом на следующие 75 лет.
Марк Брюин (Mark Winston Brewin) из Университета Талсы называет проповеди по случаю казни одним из «элементов в стратегии правящего класса по слиянию религии с государственным управлением». Среди причин, обусловивших популярность жанра, исследователи указывают на озабоченность радикальных пуритан упадком религиозного рвения и отходом от идеалов первых поселенцев. Соответственно, ранние проповеди были обращены прежде всего к подрастающему поколению. Современные исследователи обращают также внимание на значение таких проповедей с точки зрения религиозного оправдания осуществления казней общественным правосудием. Пуритане, прибыв в Новую Англию, пересмотрели перечень наказаний, караемых смертной казнью. С одной стороны, они исключили из перечня преступления против имущества, с другой, включили в него содомию, богохульство и супружескую измену. Опору для своей реформы пуританские законодатели видели в библейских нормах. Для Сэмюэла Данфорта в его «The Cry of Sodom», осуждённый за зоофилию преступник представлялся памятником божественному гневу. В проповеди Инкриза Мэзера, посвящённой судьбе Джеймса Моргана, необходимость его казни обосновывается со ссылкой на Чис. 35:16: «Если кто ударит кого железным орудием так, что тот умрёт, то он убийца: убийцу должно предать смерти». Опираться на Священное писание продолжали до последней трети XVIII века, ссылаясь на обязательства церковной общины перед Господом, но в сочинениях Колмана, Чонси и Сэмюэля Чекли (Samuel Checkley) присутствуют отсылки и к характерным для эпохи Просвещения темам. Американский правовед Стюарт Бэннер отмечал, что проповедование о преступлениях давало молодым амбициозным священнослужителям возможность обратиться к более широкой аудитории.
Практика публикации проповедей преступникам прекратилась к концу первой четверти XIX века с распространением иных форм литературы, позволяющих населению удовлетворить интерес к преступлениям — газет и сенсационалистических памфлетов. Историк Карен Халттунен рассматривает криминальные проповеди в контексте становления готической литературы, отмечая фундаментальное различие между двумя жанрами: если первый предполагает акт убийства проявлением греховности всего человечества или, как минимум, конкретной общины, то второй полагает преступление непознаваемой тайной.